# Intercooler
Intercooler de dois estágios.
O intercooler é um permutador intermédio de calor, tal como o radiador de um veículo. A sua utilização dá-se em motores sobrealimentados, ou seja, que utilizam turbo ou compressor mecânico.
O ar, ao ser comprimido na sobrealimentação, aumenta a sua temperatura e consequentemente diminuindo a sua massa específica [kg/m³]. Logo a função do intercooler é diminuir a temperatura do ar comprimido para que assim volte a aumentar a densidade.
Como num certo volume de ar quente a massa específica é menor (existem menos partículas), então a quantidade de combustível injectada vai ser menor levando a uma potência limitada face ao mesmo volume de ar frio, visto que o a relação ar-combustível é fixa. Num motor a gasolina essa relação é de 14,3 (existe 14,3 mol de ar para 1 mol de combustível).
Então, sendo a temperatura do ar admitido a única variável, a sua diminuição faz aumentar a densidade o que possibilita introduzir mais combustível. Deste modo gera-se maiores temperaturas e pressões o que faz aumentar o torque [Nm] e a potência [kW]
Contudo a alimentação de combustível do motor deve ser ajustada para acompanhar o aumento de oxigênio na câmara de combustão. 
Deve-se considerar também que o turbo (ou compressor) tem um maior volume para pressurizar, tendo isso em vista, o intercooler aumenta o turbo lag e causa perdas de pressão.
Em peças de boa qualidade, essas perdas não devem passar de 10% da pressão máxima. O design interno do intercooler é um factor que influencia muito na quantidade das perdas.
A utilização de intercooler ou afftercooler esta relacionada ao fabricante onde a utilização de refrigeração ar /ar ou ar/aqua . Pode ser utilizado por ambos.

## Funcionamento
Como o intercooler (turbo cooler) é um trocador de calor, ele necessita de um meio que "retire" o calor do ar comprimido. Assim temos os intercoolers ar/ar e ar/água. A diferença entre eles é que o primeiro troca calor com o ar ambiente e o segundo utiliza um sistema de água pressurizada (totalmente individual do sistema de arrefecimento do motor) para a troca de calor. O primeiro é bem mais simples, no entanto o segundo tende a ser mais eficiente.
O primeiro modelo (ar/ar), deve estar localizado em uma posição que receba muito ar ambiente, do contrário, não terá utilidade. Não existe razão para usar um intercooler "de frente" para o paralamas de veículo. Sua localização é em geral na frente do veículo, junto do radiador. Mas sempre a sua frente (ou preferencialmente ao lado), pois se localizado após o radiador, receberá ar quente e não exercerá sua função.
O modelo ar/água não necessita deste cuidado pois utiliza um circuito de água para o resfriamento, logo pode ser localizado onde for mais conveniente. Contudo necessitam de um meio para que a água perca calor.
Em geral, um bom intercooler apresenta uma eficiência maior que 70%. Um bom meio de "ajudar" o intercooler quando o fluxo de ar é baixo, é instalar um ventilador elétrico (ventoinha) para forçar a passagem de ar.